# Cochlostoma scalarinum
Cochlostoma scalarinum is een slakkensoort uit de familie van de Megalomastomatidae. De wetenschappelijke naam van de soort is voor het eerst geldig gepubliceerd in 1841 door A. & J.B. Villa.